# Green Tambourine
Singles de The Lemon Pipers
Turn Around and Take a Look
(1967) Rice Is Nice
(1968)
Green Tambourine est une chanson écrite et composée par Paul Leka (également producteur) et Shelley Pinz. C'est le plus gros succès du groupe américain The Lemon Pipers, ainsi que la chanson titre de leur premier album, Green Tambourine. Cette chanson est l’un des premiers hits de pop psychédélique, certifiée disque d’or.
Sorti vers la fin de 1967, elle passe 13 semaines dans le palmarès Hot 100 du magazine américain Billboard, culminant au no 1 le 3 février 1968 et vendu à plus d'un million d'exemplaires. Le disque reste classé dans les charts pendant trois mois. C'est également le premier no 1 du label Buddah Records. Les Lemon Pipers ne répéteront jamais ce succès, bien que Rice Is Nice et Jelly Jungle, tous deux écrits également par Leka et Pinz, figurent dans les charts en 1968.

## Chanson et enregistrement
La parolière de la chanson, Rochelle « Shelley » Pinz (1943–2004) est écrivaine au Brill Building, travaillant avec Leka. Elle raconte :
Au début du printemps 1966, alors que je me tenais devant le Brill Building, j'ai observé un homme tenant un tambourin mendier de l'argent. J'ai écrit sur lui un poème que j'ai intitulé « Green Tambourine ». Je l'ai ajouté à ma collection de paroles de chansons… Parfois, je me demande ce qui est arrivé à [cet] homme […] Dans les années 60, dans les rues entre la Septième Avenue et Broadway, régnait une magie qu'on ne peut qu'imaginer.
La chanson raconte l'histoire d'un musicien de rue implorant quelqu'un de lui donner de l'argent. En échange, il propose de jouer de son tambourin vert. L'instrumentation de la chanson contient le tambourin titulaire ainsi qu'un sitar électrique, une signature fréquente du son dit « psychédélique ». Une autre accroche est l'écho lourd et psychédélique appliqué au mot « play » dans chaque refrain et à la fin du morceau, se fondant dans un roulement de tambour. Cet écho est sensiblement différent dans les mixages mono et stéréo. Le fondu de fermeture commence également légèrement plus tôt dans la version mono que dans la version stéréo. L'arrangement comprend aussi un vibraslap distinctif. Le producteur et co-auteur-compositeur Leka embauche une section de cordes pour accompagner le groupe, ajoutant une profondeur supplémentaire à l'arrangement déjà psychédélique.
La face B du single, No Help from Me, présente la voix principale du claviériste Bob Nave et n’apparaît sur aucun des deux albums du groupe.

## Personnel

### The Lemon Pipers
- Ivan Browne – chant, guitare rythmique
- Bill Bartlett – guitare solo
- RG Nave – orgue, tambourin, corne de brume, jouets
- Steve Walmsley – basse
- Bill Albaugh – batterie

### Personnel additionnel
- Irv Spice Strings – section de cordes
  - Irving Spice, Elliot Rosoff, David Sackson, Louise Stone, Louis Gaborwitz, Deborah Idol – violons
  - Seymour Berman – alto, violoncelle
  - Sally Rosoff – violoncelles
- Ken Hamann (crédité à tort sous le nom de « Kenny Hammond » sur les pressages de l'album original)[6] – ingénieur du son (Cleveland Recording Company)
- Bill Radice – ingénieur du son (New York)

## Classements hebdomadaires
| Palmarès (1967-1968)                   | Meilleure position |
| -------------------------------------- | ------------------ |
| Afrique du Sud – Springbok             | 6                  |
| Allemagne                              | 10                 |
| Australie – Go-Set                     | 3                  |
| Belgique (Wallonie)                    | 30                 |
| Canada – RPM 100                       | 3                  |
| États-Unis – Billboard Hot 100         | 1                  |
| États-Unis – Cash Box Top 100          | 1                  |
| États-Unis – Record World 100 Top Pops | 1                  |
| Nouvelle-Zélande – Listener            | 3                  |
| Pays-Bas                               | 9                  |
| Royaume-Uni – Record Retailer          | 7                  |
| Suisse – Schweizer Hitparade           | 7                  |

## Reprises notables
En 1968, une version instrumentale par Lawrence Welk and His Orchestra paraît sur l'album Love Is Blue ainsi qu'en single. La version de Welk atteint la 27e place du palmarès Adult Contemporary de Billboard, la 21e place du palmarès Top Non-Rock de Record World. et la 11e place du palmarès Singles Coming Up de Record World.
Status Quo reprend la chanson en 1968 sur son premier album Picturesque Matchstickable Messages from the Status Quo.
En 1970, The Tokens reprennent Green Tambourine sur leur album Both Sides Now.
En 1990, le groupe de post-punk britannique Associates sort une reprise en face B de son single Fire to Ice.
Tripping Daisy reprend la chanson en 1992 sur son premier album Bill.

## Dans la culture populaire
- La chanson est présente dans une publicité télévisée pour la Plymouth Road Runner en 1970.
- Elle est utilisée dans le film Martians Go Home en 1989, interprétée par The Stupeds[23].
- Le personnage de Lorne Malvo interprété par l'acteur Billy Bob Thornton joue la chanson au début de A Fox, a Rabbit, and a Cabbage, l'épisode 9 de la saison 1 de la série Fargo, adapté du film éponyme des frères Coen de 1996[23].
- La chanson figure en 2001 au générique du film d'animation La Cour de récré : Vive les vacances ! de Disney, chantée par l'acteur Robert Goulet, qui prête sa voix au personnage de Mikey. Cette version est le single extrait de la bande originale du film[24].
- Elle est utilisée dans le film We Want Sex Equality en 2010[23].